# ИТМ Куп
ИТМ Куп је најјача професионална рагби јунион лига на Новом Зеланду, у ИТМ купу се такмиче провинције једне против других.

## Историја
Рагби јунион је национални спорт на Новом Зеланду, тамо је рагби важнији од политике и религије. "Ол Блекси" су најјача репрезентација на свету. Пре ИТМ куп-а се играо Национални провинцијски шампионат. 
Списак победника ИТМ куп-а
2006. Ваикато рагби
2007. Оукленд рагби
2008. Кантербери рагби
2009. Кантербери рагби
2010. Кантербери рагби
2011. Кантербери рагби
2012. Кантербери рагби
2013. Кантербери рагби
2014. Таранаки рагби 

## О лиги
ИТМ Куп је играчима прилика за доказивање и стицање искуства за прелазак у најјачу лигу на свету Супер Рагби. Играчи у ИТМ куп-у просечно зарађују око 2 500 евра месечно.
Екипе за сезону 2015
Кантербери рагби
Тасман рагби
Ваикато рагби
Оукленд рагби
Таранаки рагби
Каунтис Манукау
Беј оф Пенти
Нортланд рагби
Хоукс Беј
Норт Харбор рагби
Саутленд рагби
Велингтон рагби
Отаго рагби
Манавату рагби